# 吕索 (萨尔特省)
吕索（法語：Luceau，法語發音：[lyso]）是法国萨尔特省的一个市镇，属于拉弗莱什区。

## 地理
吕索（47°42'42"N, 0°23'49"E）面积18.77 平方千米，位于法国卢瓦尔河地区大区萨尔特省，该省份为法国西北部内陆省份，北起顺时针与奥恩省、厄尔-卢瓦省、卢瓦-谢尔省、安德尔-卢瓦尔省、曼恩-卢瓦尔省和马耶讷省接壤，是法国大西部的入口，连接卢瓦尔河谷、布列塔尼和巴黎盆地。
与吕索接壤的市镇（或旧市镇、城区）包括：博蒙皮耶德伯夫、弗莱、拉韦尔纳、卢瓦河畔蒙瓦勒。

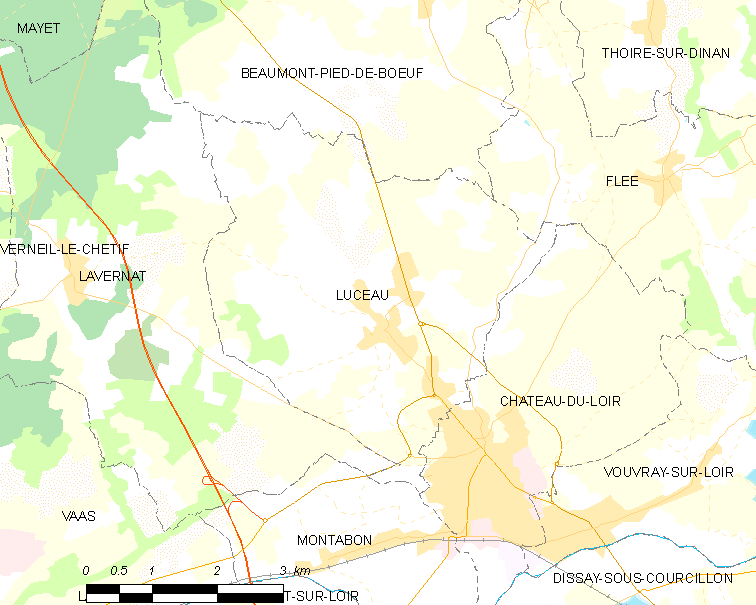
的OSM定位图

吕索的时区为UTC+01:00、UTC+02:00（夏令时）。

## 行政
吕索的邮政编码为72500，INSEE市镇编码为72173。

## 政治
吕索所属的省级选区为卢瓦河畔蒙瓦勒县。

## 人口

1962-2008年间人口变化图示

吕索于2022年1月1日时的人口数量为1233人。